# Poxcuatzingo
Poxcuatzingo är en ort i Mexiko.   Den ligger i kommunen Zacatlán och delstaten Puebla, i den sydöstra delen av landet, 130 km öster om huvudstaden Mexico City. Poxcuatzingo ligger 2 136 meter över havet och antalet invånare är 915.
Terrängen runt Poxcuatzingo är lite bergig, och sluttar brant österut. Runt Poxcuatzingo är det ganska tätbefolkat, med 96 invånare per kvadratkilometer. Närmaste större samhälle är Zacatlán, 3,1 km sydost om Poxcuatzingo. I omgivningarna runt Poxcuatzingo växer i huvudsak blandskog.